# Ashibi
Ashibi (jap. 馬酔木, dt. „Lavendelheide“) ist der Titel zweier japanischer Zeitschriften.

## Ashibi (Tanka-Zeitschrift)
Die Tanka-Zeitschrift Ashibi erschien von 1903 bis 1908 und war die Zeitschrift der Negishi-Tanka-Gemeinschaft um Itō Sachio als zentraler Figur. Auch Nagatsuka Takashi, Shimaki Akahiko und Saitō Mokichi trugen zu der Zeitschrift bei, deren Stil sich am Man’yōshū orientierte. Die Nachfolge der Zeitschrift traten die Akane- und die Araragi-Zeitschrift an.

## Ashibi (Haiku-Zeitschrift)
Die Haiku-Zeitschrift Ashibi wurde von Mizuhara Shūōshi herausgegeben und war 1928 durch Umbenennung aus der Zeitschrift Hamayumi (破魔弓, ein Hamayumi ist ein Bogen zum Vertreiben böser Geister) entstanden.
Im Juni 2007 erschien die 1000. Ausgabe.

## Quelle
- Shinmura Izuru (Hrsg.): Kōjien. 4. Aufl. Iwanami shoten, Tōkyō 1991.

1. ↑  マスコミ掲載歴. 平成19年6月. Muraoka Sōhonpo, archiviert vom Original am 2. Februar 2013; abgerufen am 7. März 2013 (japanisch).